# Franciszek Klemens Balicki
Franciszek Klemens (Stanisław ?) Balicki (zm. 1708) – polski kaznodzieja i teolog, jeden z wybitniejszych w kraju w XVII i XVIII wieku.

## Życiorys
Wywodził się ze szlacheckiego rodu Balickich herbu Zadora. W nieznanych latach odbył studia na Akademii Krakowskiej (być może rozpoczął je w 1673 lub 1674). 18 września 1677, za rektoratu Alberta Łańcuckiego, złożył bakalaureat. Wygłosił panegiryk na cześć uczelni, co świadczy o tym, że był jednym z wybitniejszych studentów. 9 lipca 1681 promowano go na doktora filozofii. Również wówczas wygłosił stosowny panegiryk. Wkrótce potem był już wspominany jako profesor. Odbył także studia teologiczne w Krakowie oraz podróże zagraniczne, jednak nie dochowały się informacje, jakie miejsca wówczas odwiedził. W 1690 magistrat Krakowa przedstawił go, jako minorzystę, na stanowisko altarysty ołtarza Świętego Krzyża w kościele mariackim (propozycję zatwierdzono). Wyświęcony na kapłana w 1690 został kanonikiem kolegiaty Wszystkich Świętych w Krakowie. Również w 1690 występował jako altarysta i kanonik. 30 maja 1691 otrzymał instytucję kanoniczną na kaznodzieję sobotniego przy kaplicy Matki Bożej Loretańskiej w kościele mariackim. Począwszy od lipca 1692 był penitencjarzem tej świątyni. Funkcje te pełnił do śmierci w 1708. Zmarł podczas zarazy. 

## Twórczość
Do historii literatury przeszedł jako poeta – twórca łacińskich panegiryków. Zachowało się zaledwie kilka jego pozycji. Pierwszy panegiryk, poświęcony kolegom-bakałarzom, wydrukowano w 1677. Wersja drukowana zawiera dedykację dla Wawrzyńca z Granowa Wodzickiego, skarbnika ziemi nurskiej. Drugi ukazał się drukiem w 1681 i napisany został na cześć współkandydatów na doktorat z filozofii (tym razem dedykowano go Michałowi z Radziejowic Radziejowskiemu, biskupowi warmińskiemu). Kolejny powstał z okazji ingresu biskupa chełmińskiego, Jana Małachowskiego, na biskupstwo krakowskie. Przypisuje mu się również Panegiryk Morsztynom. Najpoważniejszym jego utworem są Kazania Sobotnie (zachowane tylko w rękopisie, w dwóch księgach). Autor ofiarował je bibliotece Akademii Krakowskiej tuż przed śmiercią. Księga pierwsza zawiera 154 kazania maryjne z lat 1691–1694, a druga 141 kazań osnutych na tle okresowych antyfon maryjnych. 
W swoich dziełach nie zawierał przesadnych lub niezasłużonych pochwał, unikał schlebiania możnym, potępiał nadużycia szlachty, w tym chciwość, prywatę i nadmierne sejmikowanie. Ganił układanie się z wrogami ojczyzny i domagał się kar dla senatorów-zdrajców, nie wymieniając ich jednak z personaliów. Twierdził, że Królestwo Polskie jest "niebem szlachty, rajem żydów, czyśćcem ubogich mieszczan, piekłem utrapionych chłopów i poddanych". Piętnował zniewieściałość mężczyzn, tchórzostwo i bezkarność żołnierzy, zbytek w strojach, przekupstwo sędziów i niedbałość magistratów. Potępiał zakonników wynoszących się ponad wiernych. Ostro krytykował protestantów i Żydów oraz „herezję i ateizm”. 
W utworach cytował chętnie Arystotelesa, Pliniusza, Platona, Owidiusza, Cycerona, Plutarcha i Senekę. Był pod wrażeniem Izokratesa, którego pilnie studiował. Przytaczał częstokroć św. Bernarda z Clairvaux, św. Augustyna, św. Ambrożego, św. Hieronima i innych. Nie stosował makaronizmów. Miał rzetelną wiedzę teologiczną. 